# Huis Huguetan

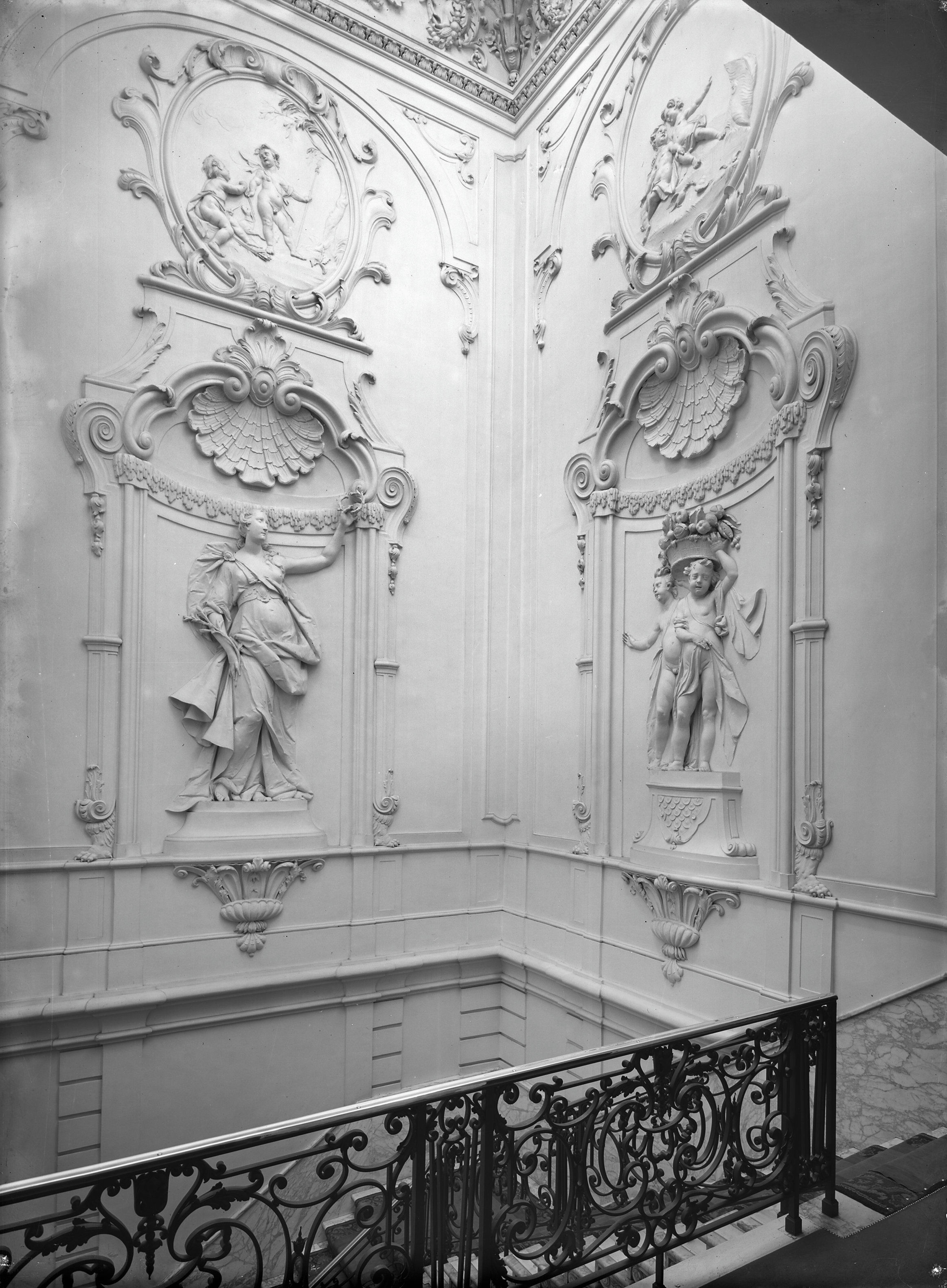
Trappenhuis Huis Huguetan

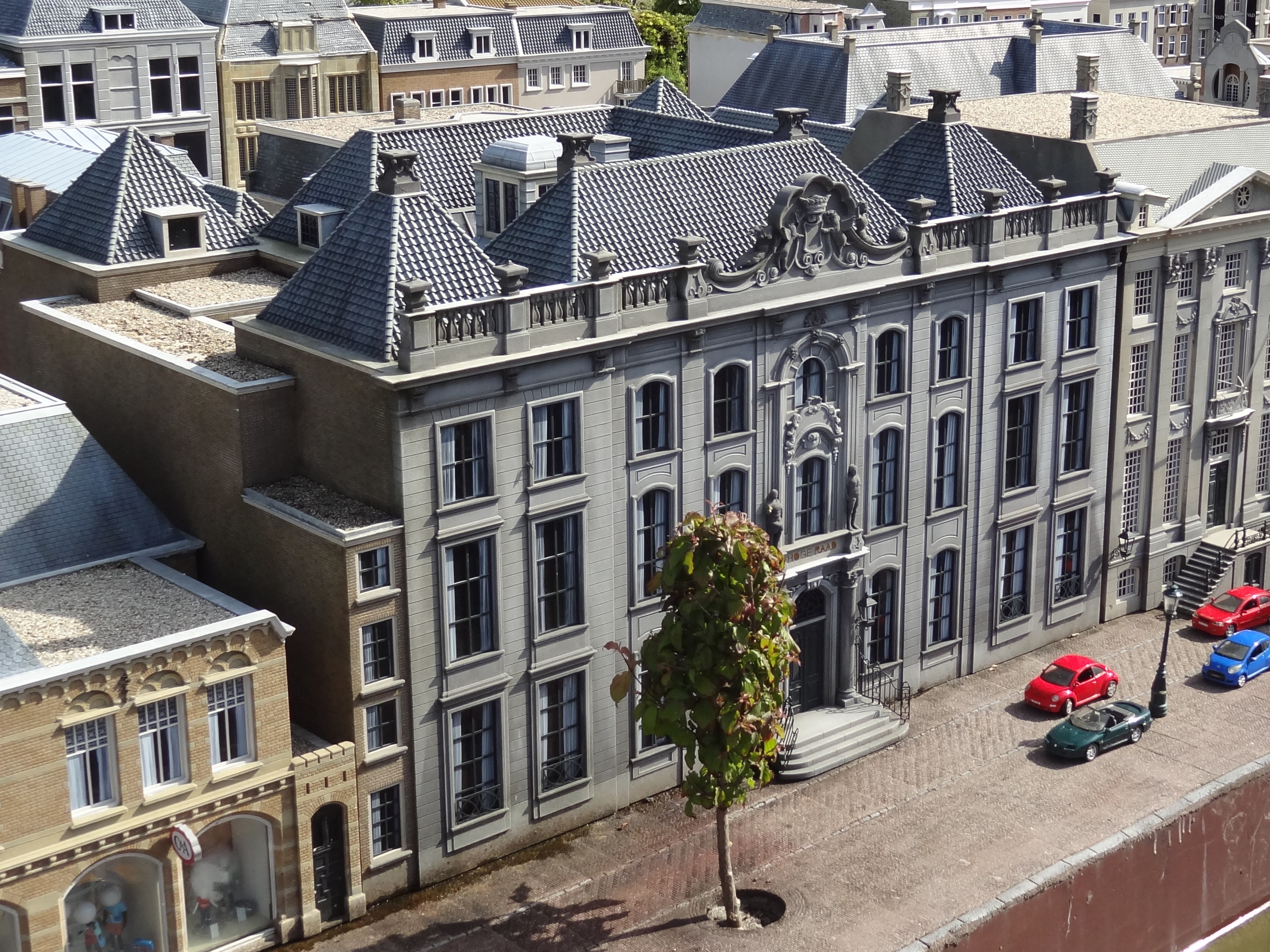
Miniatuur-versie van Huis Huguetan in attractiepark Madurodam

Huis Huguetan is een stadspaleis aan het Lange Voorhout in Den Haag waarin tot begin 2016 de Hoge Raad der Nederlanden gevestigd was. Sinds 2021 is het het tijdelijk onderkomen van de Eerste Kamer der Staten-Generaal.

## Geschiedenis

### 1734: woning A.M. Huguetan
Aan het Lange Voorhout hebben niet altijd mooie huizen gestaan. De oudere, kleinere huizen raakten in verval en eind 17e en begin 18e eeuw werd er veel afgebroken. Zo werd in 1734 het stadspaleis op nummer 34 gebouwd voor de rijke bankiersdochter Adriana Margaretha Huguetan, een hugenote. Het ontwerp was van Daniël Marot (1661-1752), ook hugenoot, in Lodewijk XIV-stijl, want hij was de zoon van de hof-architect van de Franse koning Lodewijk XIV. In 1736-1737 werd Marot bijgestaan door Jan Pieter van Baurscheidt de Jonge, die de Franse stijl zou meenemen naar Antwerpen.
Heel bijzonder is het stucwerk van het trappenhuis met uitbeeldingen van de Vrede en van de Zintuigen. Het werd gemaakt door de Italiaanse kunstenaars Carlo Castoldi en M. Chiesa. Zij maakten ook het plafond in de tuinzaal met afbeeldingen van de vier kunsten: muziek, literatuur, bouwkunst en schilderkunst. In het midden is Apollo afgebeeld.

### 1761: woning Van Tuyll
Na haar overlijden koopt haar buurman Jan Maximiliaan van Tuyll van Serooskerken (1710-1762) het Huis Huguetan. Hij bezit ook al het pand aan de andere kant van haar huis. In 1761 laat van Tuyll door Pieter de Swart een gevel maken voor de drie huizen, waarbij hij niets mocht wijzigen aan het Huis Huguetan. De voordeur komt in het midden, en aan iedere kant komen vier ramen.
Het blijkt dat de buitenste huizen niet precies even breed zijn. De gevel wordt symmetrisch gemaakt, en tussen het huis van baron van Tuyll en zijn buurman wordt de gevel aangevuld met een deur naar het souterrain. Men noemt dit wel het smalste huis van Den Haag, maar achter de gevel hoort het bij het huis Huguetan.

### 1811: woning De Stassart
Tijdens het Eerste Franse Keizerrijk werd Nederland geannexeerd door Frankrijk en opgedeeld in departementen. De uit Antwerpen afkomstige Goswin de Stassart, bestuurde als prefect het departement Monden van de Maas, waarvan Den Haag de hoofdstad was, tussen 1811 en 1813 vanuit Huis Huguetan, waar hij zijn residentie van had gemaakt.

### 1813: woning koninklijke familie

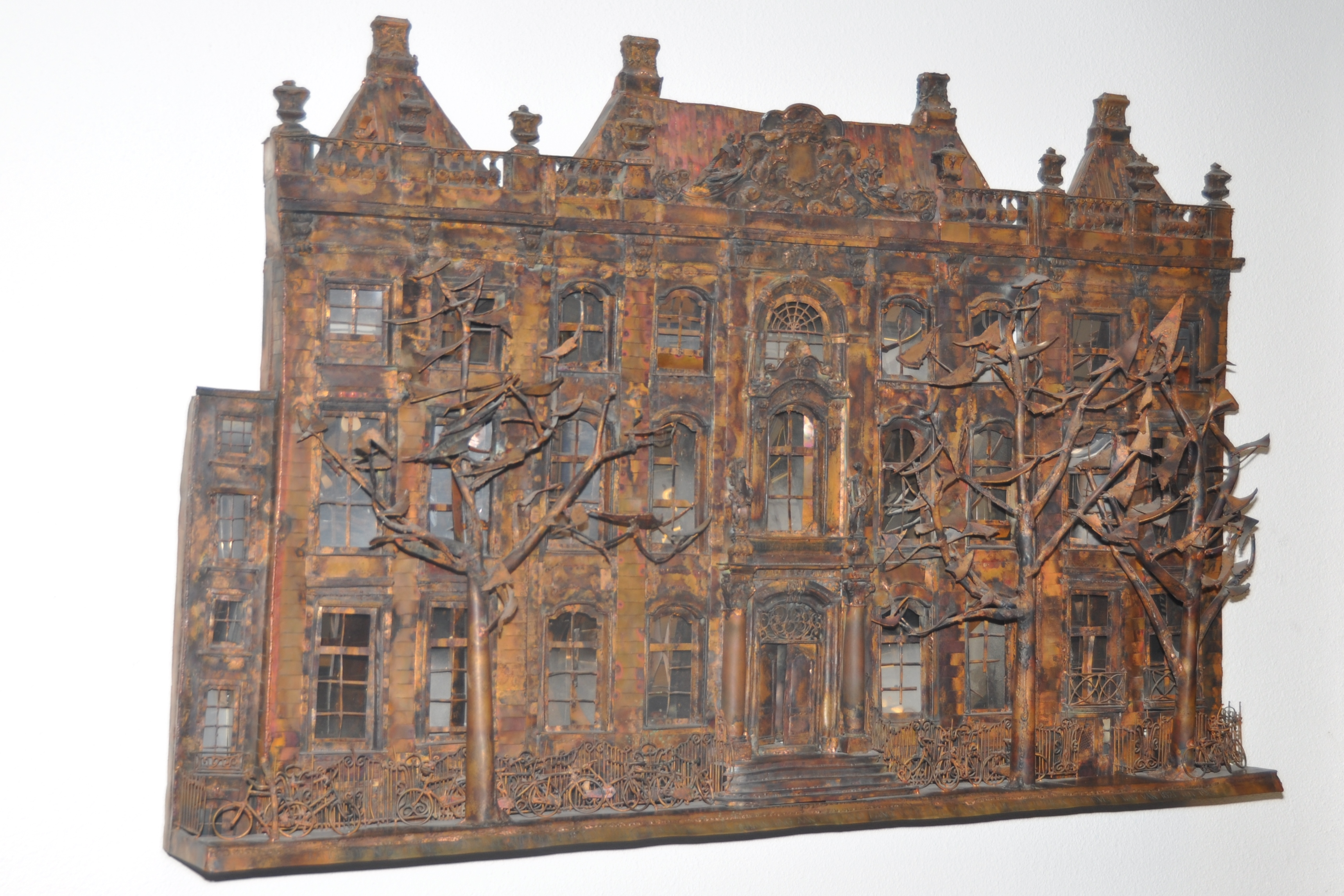
Sculptuur van het Huis Huguetan in de nieuwe huisvesting van de Koninklijke Bibliotheek

Koning Willem I heeft tijdelijk in dit huis gewoond na zijn aankomst in Nederland, in afwachting van de renovatie van Paleis Noordeinde. Hij verhuisde in 1815, maar de kroonprins, de latere koning Willem II heeft er nog twee jaar gewoond met zijn vrouw Anna Paulowna. Zij verhuisden toen naar Paleis Kneuterdijk.

### 1819: huisvesting Koninklijke Bibliotheek
Van 1819-1982 is hier de Koninklijke Bibliotheek gevestigd. Daarna werd het gebouw grondig gerenoveerd en werd de nieuwbouw aan het huis gerealiseerd.

### 1988: huisvesting Hoge Raad der Nederlanden
Vanaf 1988 had de Hoge Raad der Nederlanden zijn zetel in dit stadspaleis. Vroeger liep de tuin door tot aan de Noordersingel (de huidige Mauritskade). Via een loopbrug over de achterliggende Kazernestraat werd het pand verbonden met de in 1988 voltooide nieuwbouw aan de overkant van de Kazernestraat.
Ondanks de nieuwbouw aan de Kazernestraat was het complex te klein voor de Hoge Raad. Een aantal afdelingen werd daarom ondergebracht in het pand Lange Voorhout 7 (Huis Bentinck). Er werd al in 2007 onderhandeld over een verhuizing, uiteindelijk werd gekozen voor nieuwbouw aan het Korte Voorhout. Na de oplevering daarvan in maart 2016, vertrok de Hoge Raad naar de nieuwbouw. Logischerwijze zou Huis Huguetan eerst opgeknapt en aangepast worden voordat een nieuwe gebruiker het pand zou betrekken.

### 2021: huisvesting Eerste Kamer der Staten-Generaal
Vanaf 2021 wordt Huis Huguetan gebruikt als huisvesting voor de Eerste Kamer der Staten-Generaal en de Raad van State tijdens de renovatie van het Binnenhof.

## Foto's

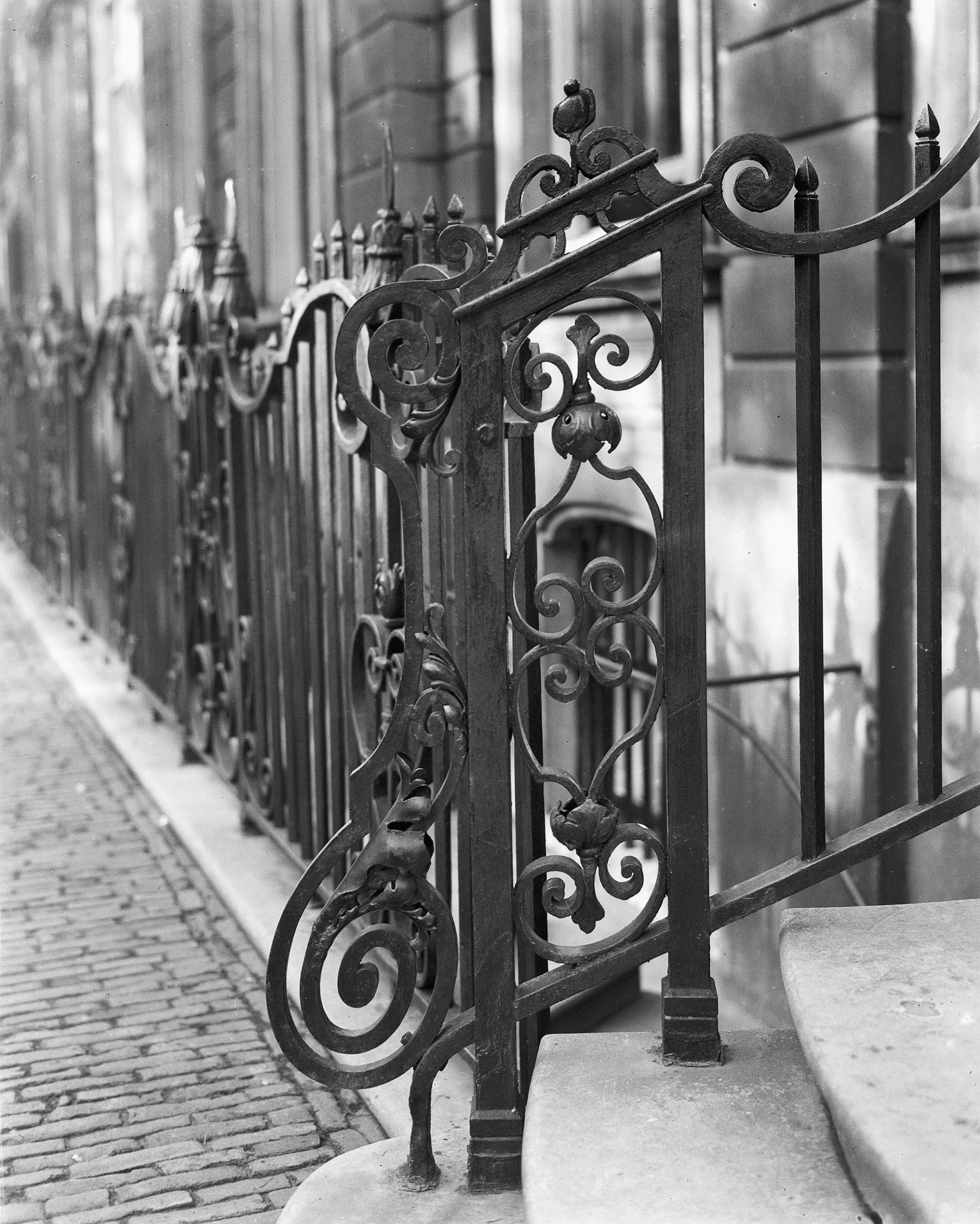
Detail hek zijde Lange Voorhout
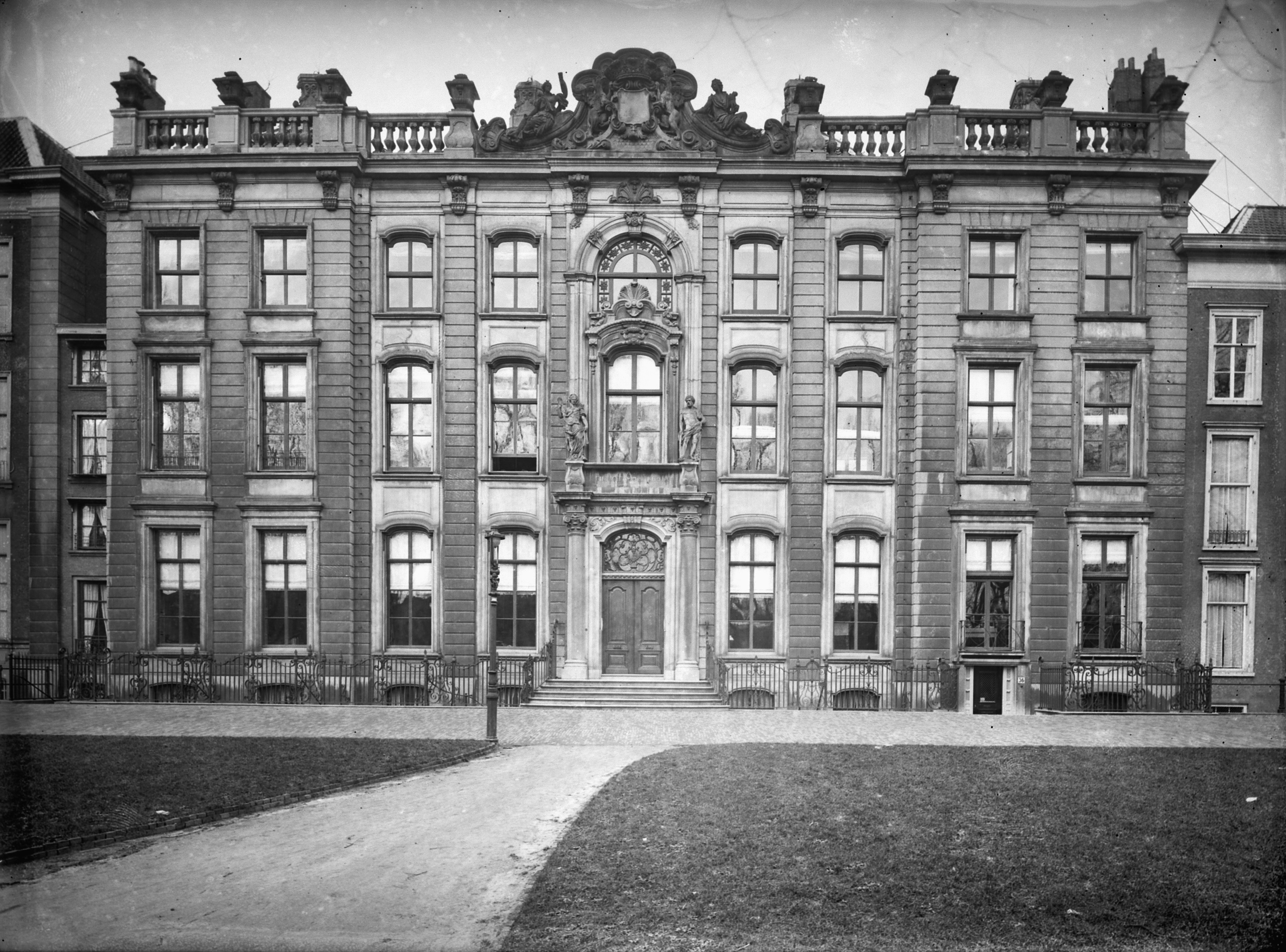
Voorgevel in 1925
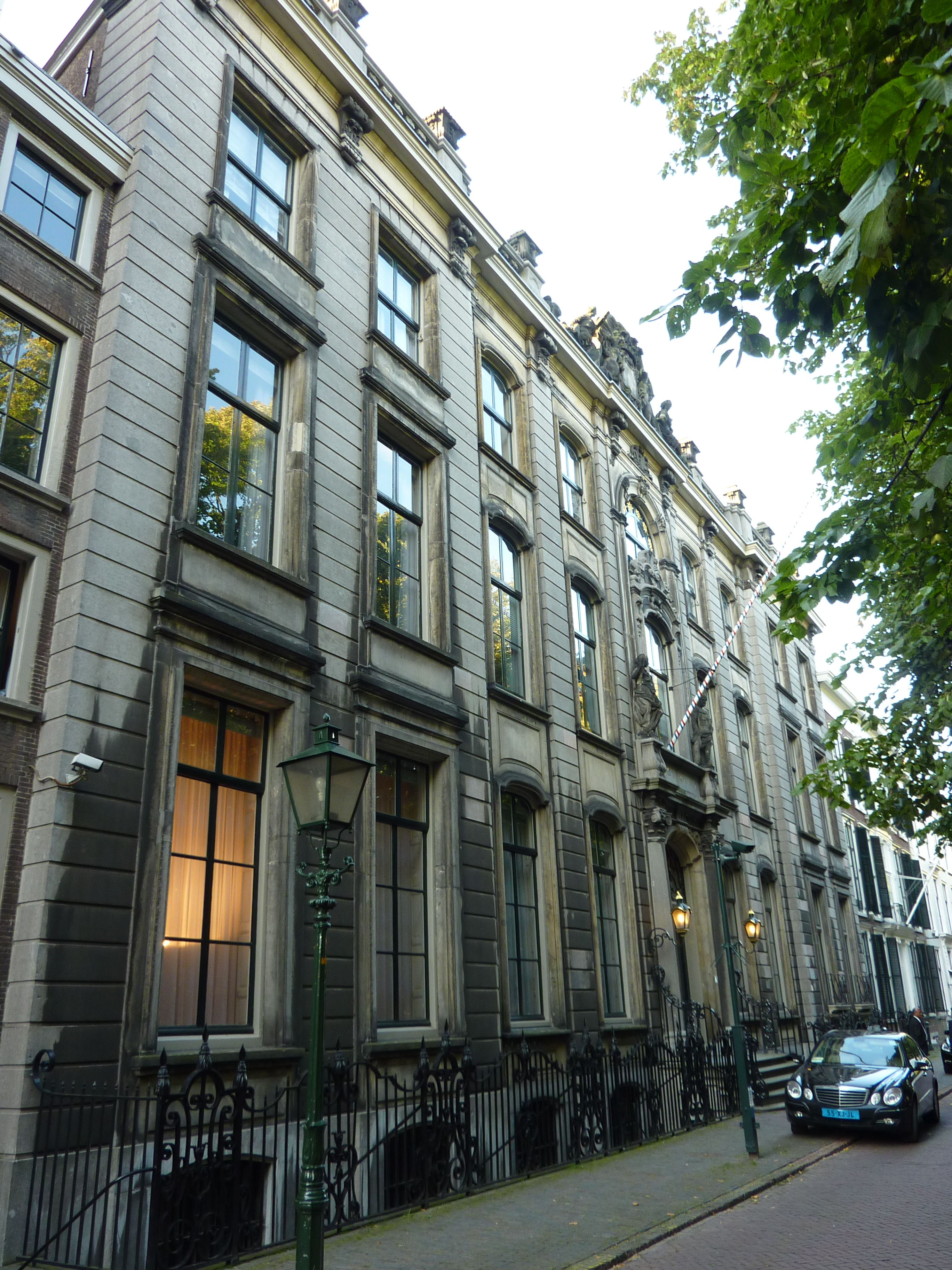
Voorgevel in 2002
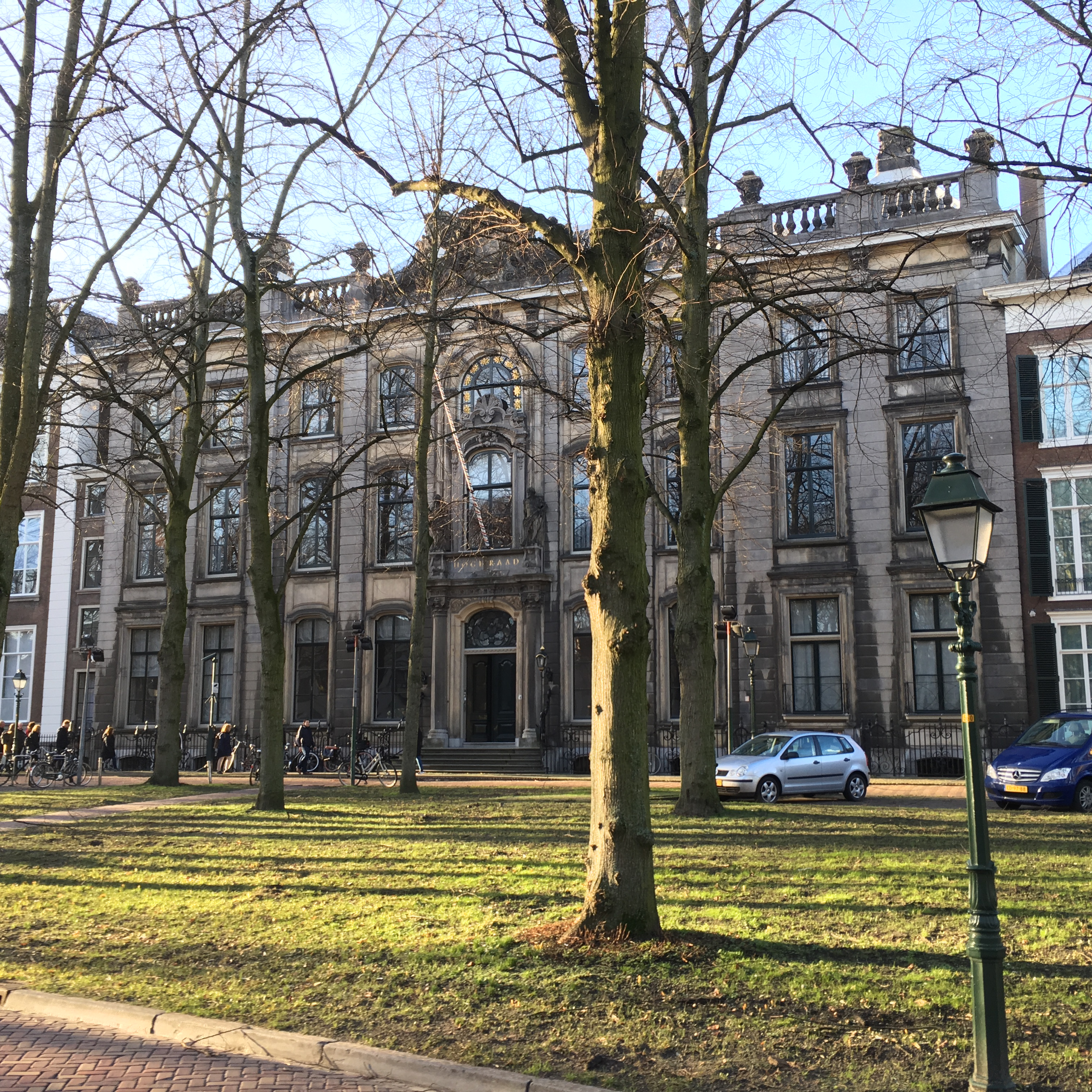
Voorgevel in 2019
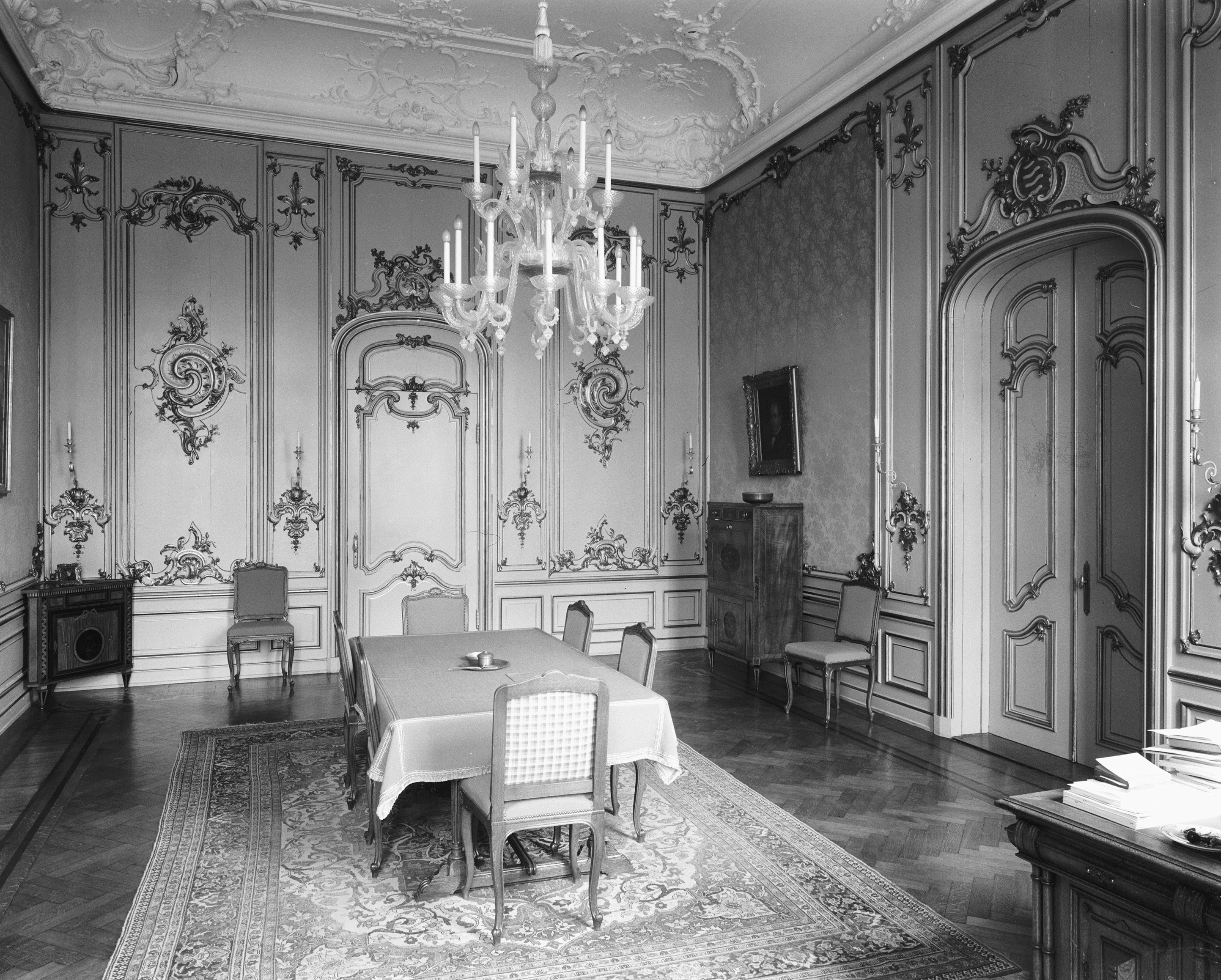
Voormalige directeurskamer
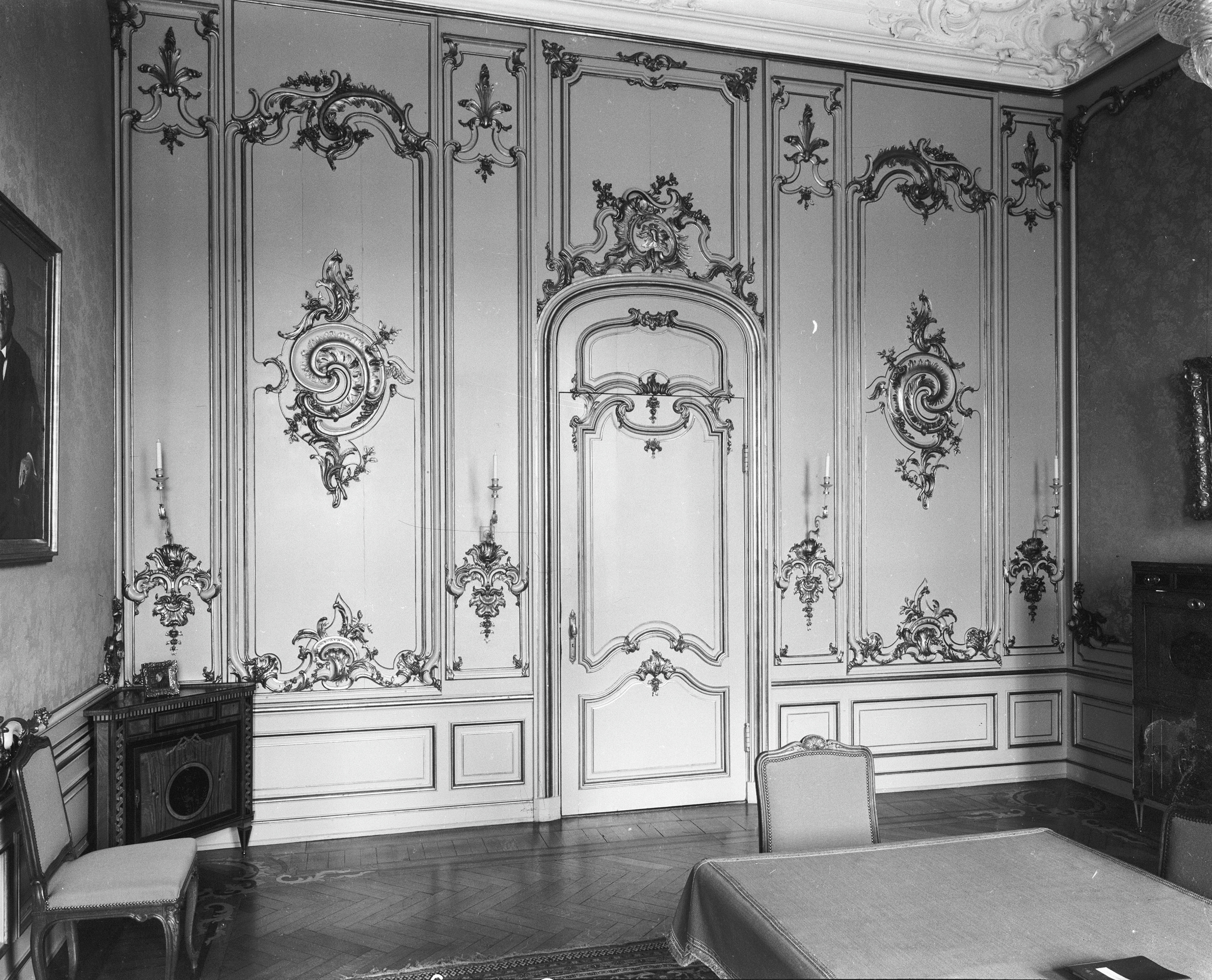
Voormalige directeurskamer
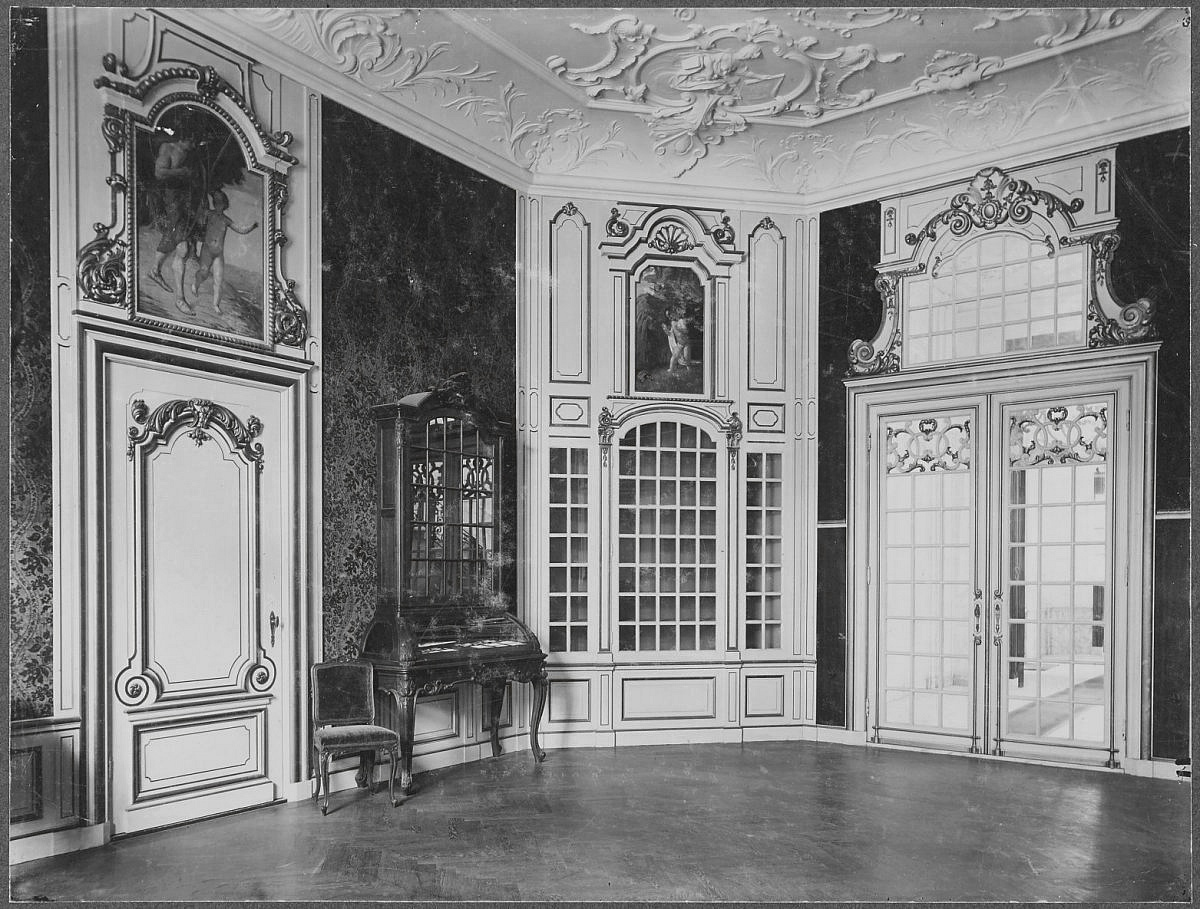
Voormalige kunstzaal
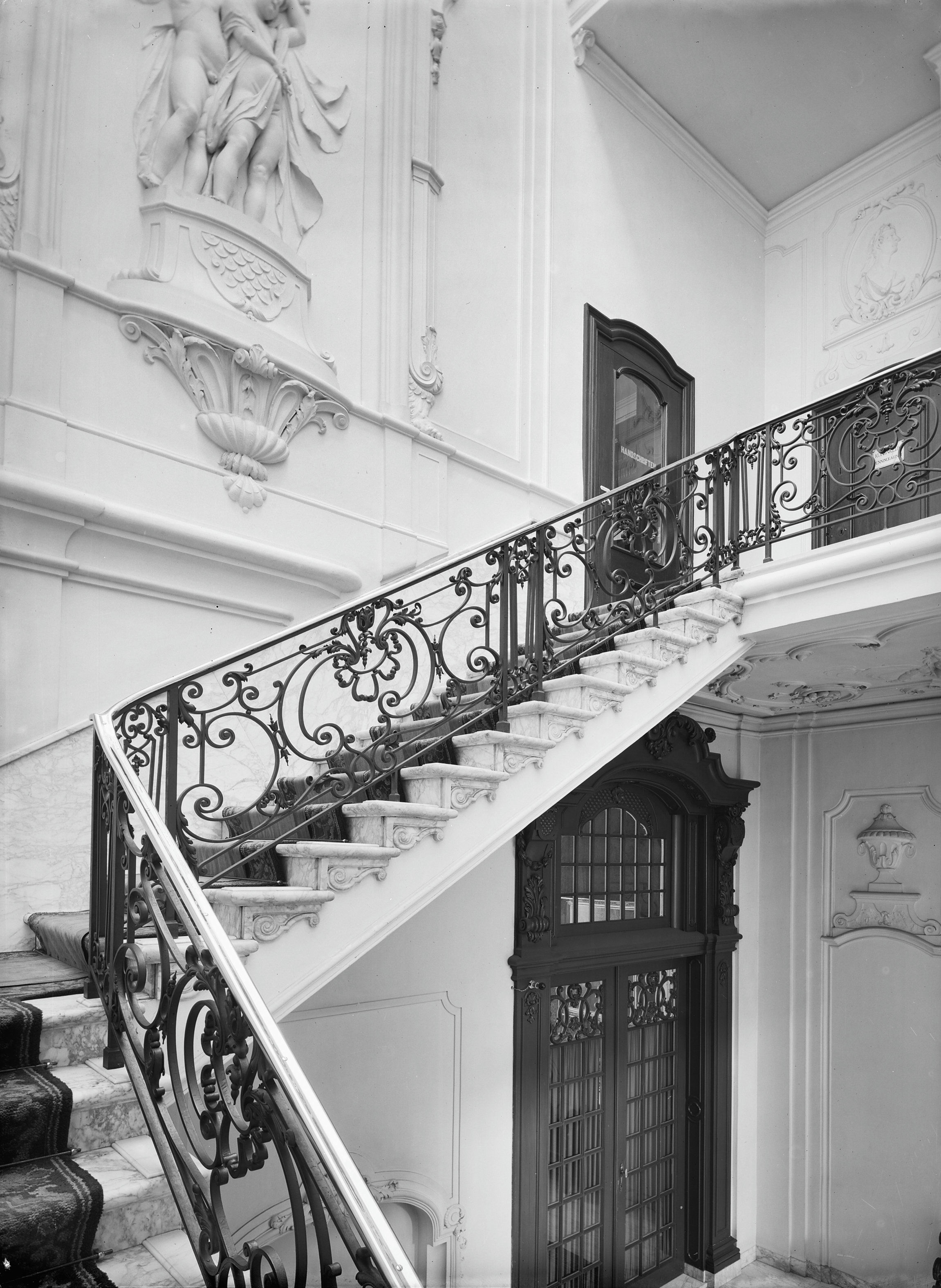
Trappenhuis
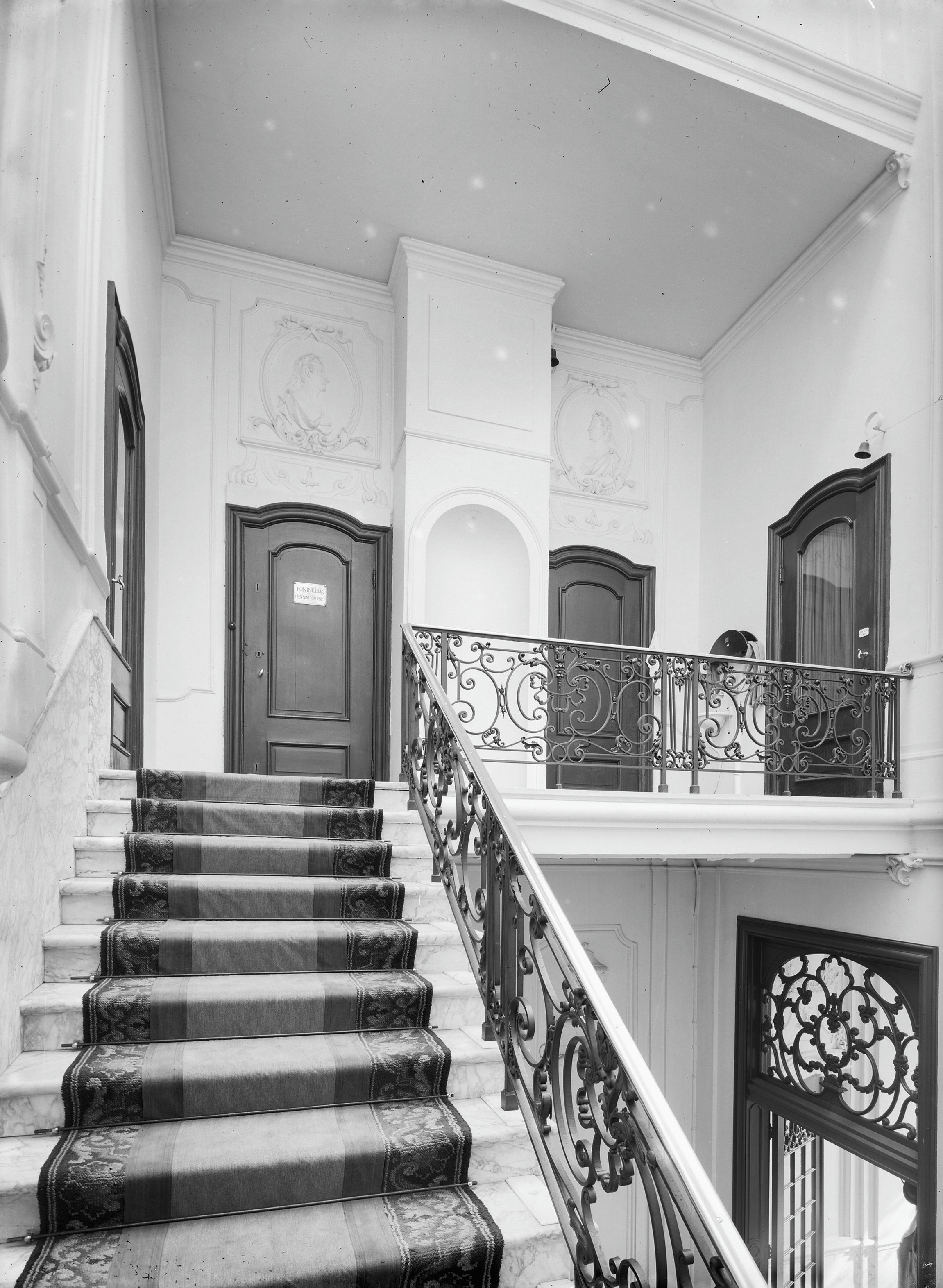
Trappenhuis
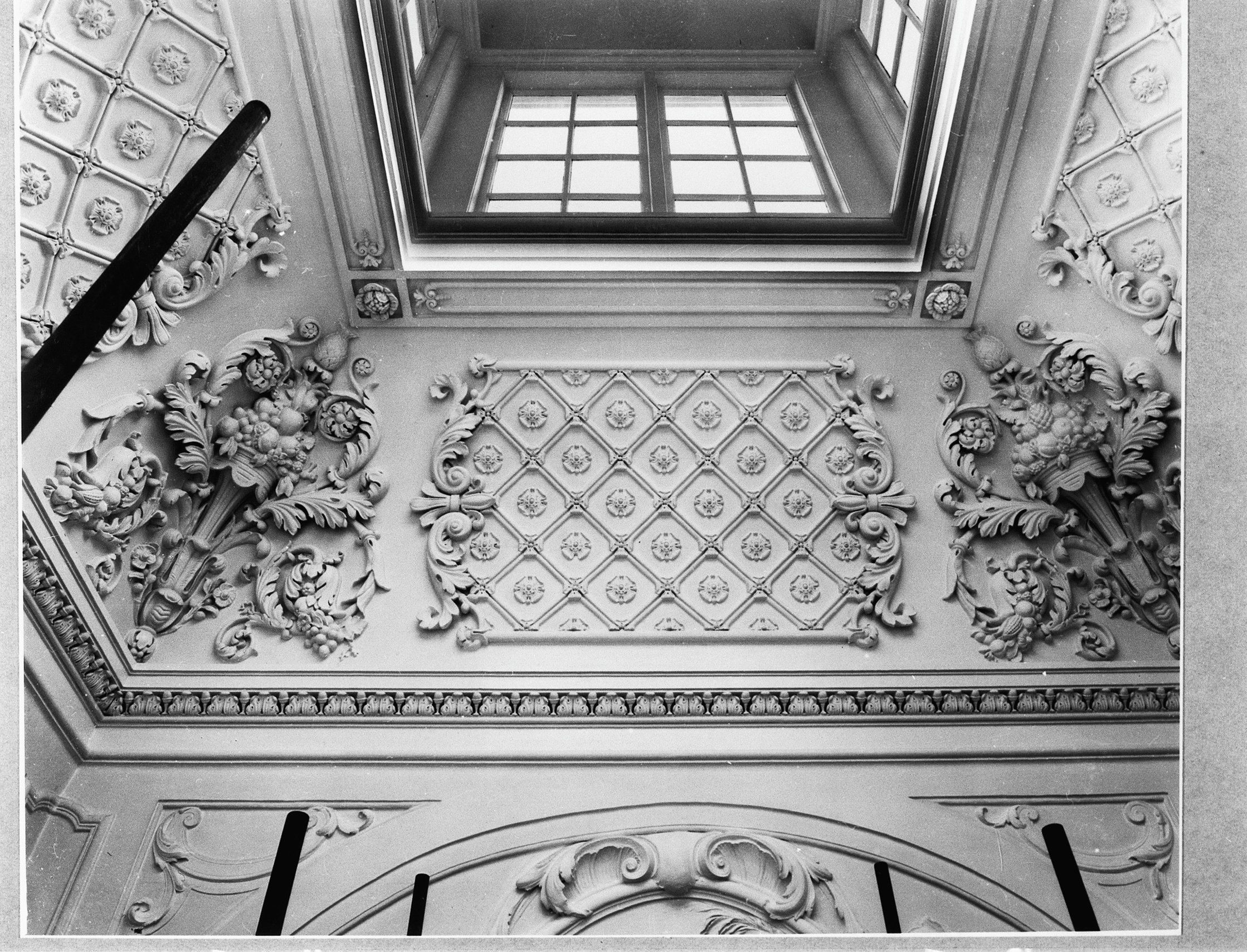
Trappenhuis - lichtkoepel